# Manzini Wanderers Football Club
Le Manzini Wanderers Football Club est un club swazilandais de football basé à Manzini.

## Histoire
Le Manzini Wanderers Football Club est fondé en 1957.

## Palmarès
- Championnat d'Eswatini (6)
  - Champion : 1983, 1985, 1987, 1999, 2002 et 2003

- Coupe d'Eswatini (1)
  - Vainqueur : 1984